# بوروپ
بوروپ (به لاتین: Borup) یک منطقهٔ مسکونی در دانمارک است که در Køge Municipality واقع شده‌است. بوروپ ۲٫۶۱ کیلومتر مربع مساحت و ۴٬۶۴۷ نفر جمعیت دارد.